# Torchyn
Torchyn (ucraniano: То́рчин; polaco: Torczyn) es un asentamiento de tipo urbano de Ucrania perteneciente al raión de Lutsk de la óblast de Volinia.
En 2022, la localidad tenía 4516 habitantes. Desde 2018 es sede de un municipio, que tiene una población total de más de nueve mil habitantes e incluye veintitrés pueblos como pedanías.
Se ubica a orillas del río Serna, unos 20 km al oeste de Lutsk sobre la carretera H22 que lleva a Volodímir. La carretera H22 se cruza en el asentamiento con la T1802, que une Rózhyshche con Senkevychivka.

## Historia
Se conoce la existencia de la localidad en documentos desde 1093. En su origen era un miasteczko con una importante fortaleza en el principado de Galicia-Volinia. Desde 1480 pasó a ser un señorío de los obispos de Lutsk. En 1540, Segismundo I Jagellón el Viejo le otorgó el estatus de ciudad con Derecho de Magdeburgo. En las Particiones de finales del siglo XVIII se integró en el Imperio ruso, que rebajó su estatus de nuevo a miasteczko; este estatus se mantuvo en la Segunda República Polaca, cuando los vecinos intentaron sin éxito recuperar el título de ciudad. En 1940, la RSS de Ucrania le dio el estatus de asentamiento de tipo urbano.